# Saint-Privat, Corrèze
Saint-Privat är en kommun i departementet Corrèze i regionen Nouvelle-Aquitaine i de centrala delarna av Frankrike. Kommunen ligger  i kantonen Saint-Privat som tillhör arrondissementet Tulle. År 2022 hade Saint-Privat 1 038 invånare.

## Befolkningsutveckling
Antalet invånare i kommunen Saint-Privat
Referens:INSEE